# Telomeráz-reverztranszkriptáz
A telomeráz-reverztranszkriptáz (röviden TERT vagy emberben hTERT) a telomeráz katalitikus egysége, mely a telomeráz-RNS-komponenssel (TERC) együtt a telomerázkomplex legfontosabb részét alkotja.
A telomerázok az RNS-alapú polimerázok külön alcsoportját alkotják. A telomereket meghosszabbítva az egyébként posztmitotikus és elhaló szeneszcens sejteknek lehetővé teszik a Hayflick-korlát túllépését és a potenciális halhatatlanságot, ami gyakori a ráksejtekben. A TERT a TTAGGG szakasz hozzáadását katalizálja a telomerekhez. Ez megakadályozza a kromoszómavégek meghibásodását több replikáció után.
Az általában kromoszómamutáció okozta hTERT-hiány a macskanyávogás-szindrómával összefügg.

## Funkció
A telomeráz ribonukleoprotein polimeráz, mely a telomervégeket tartja fenn a TTAGGG szakasz hozzáadásával. Egy e gén által kódolt reverztranszkriptáz-aktivitású fehérje- és az ismétlődő szakasz templátjaként működő RNS-komponensből áll. Expressziója a szeneszcenciában fontos, mivel általában represszálják a posztnatális szomatikus sejtek, fokozatos telomerrövidülést okozva. Egérkísérletek szerint a kromoszómajavításban is fontos, mivel a telomerismétlődések de novo szintézise kettősszál-töréseknél történhet. Alternatív splicinggal keletkező különböző izoformáit azonosították, egyesek teljes szekvenciájú variánsa nem ismert. Az alternatív splicing feltehetően az egyik telomerázaktivitás-szabályzó mechanizmus.

## Szabályzás
Az 5. kromoszómán található hTERT gén 16 exonból és 15 intronból áll és 35 kb hosszú. A promoter a transzláció kezdeti helye (AUG) előtt 330, valamint a 2. exonból további 37 bázispárt tartalmaz. A hTERT-promoter GC-gazdag és nincs TATA vagy CAAT boxa, de számos transzkripciós faktor kötőhelyét tartalmazza, ami magas szintű szabályzásra utal több faktor által sok esetben. A hTERT-aktiváló transzkripciós faktorok közé tartozik számos onkogén, például a MYC, az Sp1, a HIF–1, az AP2 stb., míg számos rákszupresszor gén, például a p53, a WT1 és a menin hTERT-gátló faktorokat termel. A génerősítés a promoterhez közeli hisztonok demetilációjával is történhet, mely az embrionális őssejtekben lévő alacsony trimetilhiszton-szintben is megjelenik. Ez lehetővé teszi a hiszton-acetiltranszferáznak (HAT) a szekvencia kibontását a gén transzkripciójához.
A telomerhiány összefügg az öregedéssel, a rákkal, a dyskeratosis congenitával és a cri du chat-szindrómával, a hTERT-túlexpresszió a rákkal és tumorigenezissel. A hTERT-szabályzás az ős- és ráksejtek fenntartásában is fontos, és a regeneratív orvostudományban is többféleképp felhasználható.

## Őssejtek
A hTERT gyakran erősödik gyorsan osztódó sejtekben, például embrionális és felnőtt őssejtekben. Meghosszabbítja az őssejtek telomerjeit, növelve azok élettartamát a telomerrövidülés nélküli határozatlan osztódás lehetővé tételével. Így az őssejtek önmegújulásában fontos. A telomerázok a hosszabb telomerekhez való affinitást csökkentő szabályzó mechanizmusok révén azokat kevésbé hosszabbítják meg a rövidebbeknél. Ez egyensúlyt tart fenn a sejtben, lehetővé téve, hogy a telomerek elég hosszúak működésükhöz, de nem okoznak kóros telomernövekedést.
A magas hTERT-expressziót gyakran használják a pluripotens és multipotens őssejtállapotok jelzésére. A hTERT-túlexpresszió halhatatlanná tehet bizonyos sejttípusokat és egyéb tulajdonságokat okozhatnak a különböző őssejtekben.

### Halhatatlanság
A hTERT számos normál sejtet halhatatlanná tesz tenyészetben, így az őssejtek megújulási képességét adja szöveti sejtek tenyészeteinek. Több mód van szöveti sejtek halhatatlanná tételére, az egyik a hTERT sejtekbe juttatása. A differenciált sejtek gyakran expresszálnak hTERC-et és a TP1 telomerázasszociált fehérjét, mely segíti a telomeráz létrejöttét, de nem expresszálják a hTERT-et, így az korlátozza a telomerázaktivitást differenciált sejtekben. Azonban a hTERT-túlexpresszió aktív telomerázt hoz létre differenciált sejtekben. Ezt használják prosztataepitél- és stromaeredetű sejteket, melyek in vitro általában nehezen tenyészthetők. A hTERT alkalmazása lehetővé teszi ezt, és elérhető későbbi kutatásokra. A hTERT előnye a vírusproteinnel szemben továbbá, hogy nem kell tumorszupresszor-inaktiváció, mely rákot okozhat.

### Erősítés
A hTERT-túlexpresszió őssejtekben megváltoztatja azok tulajdonságát. Növeli a humán mezenchimális őssejtek őssejttulajdonságait. Ezek expressziós profilja az embrionális őssejtekéhez hasonló, így azokhoz hasonlóak lehetnek. Azonban a mezenchimális őssejtek kevésbé differenciálódnak spontán. Tehát a felnőtt őssejtek differenciálódási képessége a telomerázaktivitásoktól függhet, így a hTERT-túlexpresszió, mely a növekvő telomerázaktivitáshoz hasonlít, nagyobb differenciációs képességű, így nagyobb kezelési képességű felnőtt őssejteket hozhat létre.
A telomerázaktivitás növelése az őssejtekben a különböző őssejttípusok természetétől függ. Így nem minden őssejt őssejttulajdonságai erősödnek. Például a telomeráz erősíthető a CD34+ köldökzsinórvérsejtekben hTERT-túlexpresszióval. Ezek túlélési aránya nőtt, de az osztódási sebesség nem.

## Klinikai jelentőség
A telomerázexpresszió hibás szabályzása szomatikus sejtekben az onkogenezisben érintett lehet.
Genomszintű asszociációs tanulmányok alapján a TERT mutáció esetén számos rákra, például tüdőrákra hajlamot okozó gén.

### Szerepe a rákban
A telomerázaktivitás összefügg a sejtek osztódásszámával, és a sejtvonalak, például ráksejtek halhatatlanságában fontos. Az enzimkomplex telomerismétlődéseket ad a kromoszómák végéhez. Ez halhatatlan ráksejteket okoz. Erős a korreláció a telomerázaktivitás és a malignus tumorok (rák) sejtvonalai közt. Nem minden ráktípus mutat emelkedett telomerázaktivitást: 90%-ra jellemző ez. A tüdőrák a telomerázzal összefüggő legjobban ismert ráktípus. Egyes sejttípusokban, például a primer humán fibroblasztokban csekély a telomerázaktivitás, ezek 30–50 osztódás után szeneszcenssé válnak. Ezenkívül a telomerázaktivitás a megújuló szövetekben, például a csírasejtvonalakban jelentős. A normál szomatikus sejtek telomerázaktivitása ezzel szemben nem észlelhető. Mivel a katalitikus telomerázkomponens a reverz transzkriptáza (hTERT) és a hTERC RNS-komponens, a hTERT fontos vizsgálandó gén a rák és a tumorigenezis szempontjából.
The hTERT gene has been examined for mutations and their association with the risk of contracting cancer. Over two hundred combinations of hTERT polymorphisms and cancer development have been found. There were several different types of cancer involved, and the strength of the correlation between the polymorphism and developing cancer varied from weak to strong. The regulation of hTERT has also been researched to determine possible mechanisms of telomerase activation in cancer cells. Importantly, mutations in the hTERT promoter were first identified in melanoma and have subsequently been shown to be the most common noncoding mutations in cancer. Glycogen synthase kinase 3 (GSK3) seems to be over-expressed in most cancer cells. GSK3 is involved in promoter activation through controlling a network of transcription factors. Leptin is also involved in increasing mRNA expression of hTERT via signal transducer and activation of transcription 3 (STAT3), proposing a mechanism for increased cancer incidence in obese individuals. There are several other regulatory mechanisms that are altered or aberrant in cancer cells, including the Ras signaling pathway and other transcriptional regulators. Phosphorylation is also a key process of post-transcriptional modification that regulates mRNA expression and cellular localization. Clearly, there are many regulatory mechanisms of activation and repression of hTERT and telomerase activity in the cell, providing methods of immortalization in cancer cells.

### Therapeutic potential
If increased telomerase activity is associated with malignancy, then possible cancer treatments could involve inhibiting its catalytic component, hTERT, to reduce the enzyme's activity and cause cell death. Since normal somatic cells do not express TERT, telomerase inhibition in cancer cells can cause senescence and apoptosis without affecting normal human cells. It has been found that dominant-negative mutants of hTERT could reduce telomerase activity within the cell. This led to apoptosis and cell death in cells with short telomere lengths, a promising result for cancer treatment. Although cells with long telomeres did not experience apoptosis, they developed mortal characteristics and underwent telomere shortening. Telomerase activity has also been found to be inhibited by phytochemicals such as isoprenoids, genistein, curcumin, etc. These chemicals play a role in inhibiting the mTOR pathway via down-regulation of phosphorylation. The mTOR pathway is very important in regulating protein synthesis and it interacts with telomerase to increase its expression. Several other chemicals have been found to inhibit telomerase activity and are currently being tested as potential clinical treatment options such as nucleoside analogues, retinoic acid derivatives, quinolone antibiotics, and catechin derivatives. There are also other molecular genetic-based methods of inhibiting telomerase, such as antisense therapy and RNA interference.
hTERT peptide fragments have been shown to induce a cytotoxic T-cell reaction against telomerase-positive tumor cells in vitro. The response is mediated by dendritic cells, which can display hTERT-associated antigens on MHC class I and II receptors following adenoviral transduction of an hTERT plasmid into dendritic cells, which mediate T-cell responses. Dendritic cells are then able to present telomerase-associated antigens even with undetectable amounts of telomerase activity, as long as the hTERT plasmid is present. Immunotherapy against telomerase-positive tumor cells is a promising field in cancer research that has been shown to be effective in in vitro and mouse model studies.

## Orvosi következmények

### iPS-sejtek
Az indukált pluripotens őssejtek (iPS-sejtek) 4 faktorral (OCT3/4, SOX2, KLF4, MYC) őssejtszerű állapotba visszaállított szomatikus sejtek. Korlátlanul képesek megújulni és mindhárom csíralemezben működhetnek blasztocisztába kerülve, de használhatók teratómaképzéshez is.
A korai iPS-sejtvonal-fejlesztés nem volt hatékony – a szomatikus sejtek legfeljebb 5%-át állította őssejtszerű állapotba. Halhatatlan szomatikus sejtekkel (erősített hTERT-tel rendelkező szöveti sejtekkel) az iPS-sejtté visszaállítás 20-szor hatékonyabb lett, mint halandó sejtekkel.
A hTERT, majd a telomeráz újraaktiválása humán iPS-sejtekben a pluripotencia és az embrionálisőssejt-szerű (ES) állapotba való visszaállítás jele halandó sejtek esetén. A kevés hTERT-et expresszáló visszaállított sejtek kvieszcenssé válnak bizonyos számú replikáció után a telomerek hosszától függően, míg őssejtszerű differenciációs képességüket megtartják. A TERT-reaktiválás a Takahasi és Jamanaka által leírt 4 faktorból 3-mal is elérhető: az OCT3/4, a SOX2 és a KLF4 szükségesek, a MYC nem. Azonban e tanulmány endogén szintű MYC-kel történt, ami elegendő lehetett az aktiváláshoz.
A telomerhossz egészséges felnőtt sejtekben megnő és az ES-sejtekhez hasonló epigenetikai jellemzőket szerez iPS-sejtekké való visszaállításkor. Az ES-sejtekre jellemző epigenetikai jellemzők például az alacsony H3K9- és H4K20-trimetilhiszton-szint a telomereknél valamint a megnőtt TERT-átirat-mennyiség és fehérjeaktivitás. A TERT és a megfelelő telomerázok helyreállítása nélkül az iPS-sejtek hatékonysága jelentősen csökkenne, az iPS-sejtek nem tudnának megújulni, végül szeneszcenssé válnának.
A DKC (dyskeratosis congenita) jellemző oka az őssejt-regenerációs problémákat okozó hiányos telomerfenntartás. A DKC-betegek heterozigóta TERT-tel rendelkező iPS-sejtjei 50%-kal kisebb telomerázaktivitást mutatnak a vad típusúakhoz képest. A TERC-gén mutációi újraprogramozással történő erősítéssel megoldhatók, amíg a hTERT-gén érintetlen és működik. Végül a DKC-sejtekből létrehozott módosult diszkerinű (DKC1) iPS-sejtek nem képesek a hTERT/RNS-komplex összeállítására, így nincs működő telomerázuk.
Az újraprogramozott iPS-sejtek funkcionalitását és hatékonyságát a sejt megújulását meghatározó telomeráz-újraaktiváló és telomerhosszabbító képessége határozza meg. A hTERT fontos korlátozó tényező, az ép hTERT hiánya gátolja a telomeráz aktivitását, így az iPS-sejtek nem megfelelő terápia a telomerhiányos rendellenességekben.

### Androgénterápia
Bár a mechanizmus nem teljesen ismert, a TERT-hiányos vérképzősejtek androgéneknek való kitettsége növeli a TERT-aktivitást. A heterozigóta TERT-mutációjú sejtek, mint például a dyskeratosis congenitánál, melyek alacsony alap-TERT-szintet mutatnak, helyreállíthatók a kontrollcsoporthoz közeli normál szintre. A TERT-mRNS-szintek is nőnek az androgénkitettség hatására. Az androgénterápia megfelelő módszer lehet a DKC-vel vagy más telomerázhiánnyal összefüggő keringési rendellenességek, például a csontvelő-degeneráció és az alacsony vérsejtszint kezelésére.

### Öregedés
Az élőlények öregedése és a sejtproliferáció során a telomerek minden replikáció során rövidülnek. Az adott helyre korlátozott sejtek a telomerhossz által meghatározott számú alkalommal képesek osztódni, mielőtt szeneszcenssé válnak. A telomerek csökkenése és leválása összefügg a szervi degenerációval, elégtelenséggel és a kvieszcenssé és differenciációképtelenné váló progenitorok miatti fibrózissal. In vivo TERT-hiányos egérmodellben a TERT reaktivációja több szerv kvieszcens populációiban újraaktiválja a telomerázt és helyreállítja a sejtek differenciációs képességét. A TERT-reaktiváció csökkenti a sejtciklus-ellenőrzőpontokkal kapcsolatos DNS-károsodási jeleket, lehetővé téve a degeneratív fenotípus eltüntetését és a proliferációt. Egy másik tanulmányban egészséges 1 éves egerekbe tervezett adenoasszociált vírussal adott TERT az élettartamot 24%-kal növelte a rákhajlam növelése nélkül.

### Kapcsolat az epigenetikai órával
A TERT lokusz hosszabb leukocitatelomerekkel összefüggő variánsai gyorsabb epigenetikai öregedést okoznak a vérben az epigenetikai óra alapján. Ugyanígy a hTERT-expresszió nem állítja meg a fibroblasztok epigenetikai öregedését.

### Génterápia
A hTERT gén a rákot érintő génterápia fő célpontja a tumorokban jelenlévő, az érett szomatikus sejtekben hiányzó expressziója miatt. Ennek egy módszere a hTERT-transzláció megakadályozása például siRNS-sel, mely az mRNS-hez kötő komplementer szakasz, mely megakadályozza a poszttranszkripciós génfeldolgozást. Ez nem szünteti meg, de csökkenti a telomerázaktivitást és a citoplazmatikus hTERT-mRNS-szintet. In vitro nagyobb a sikerarány antiszenz hTERT-szekvenciákkal és tumorszupresszív plazmid, például PTEN adenovírussal történő bejuttatásával.
Egy másik tanulmányozott módszer a hTERT-promoter proapoptotikus módosítása a tumorsejtekben. Előállíthatók a hTERT-promoter után adott fehérjéket kódoló géneket tartalmazó plazmidok. A fehérje lehet toxin, apoptotikus faktor vagy vírusfehérje. A toxinok, például a diftériatoxin a sejtfolyamatokkal kölcsönhatnak, apoptózist indukálva. Az apoptotikus faktorok, például a FADD (Fas-asszociált haláldoménes fehérje) a hTERT-expresszáló sejteket apoptózisra kényszeríti. A vírusfehérjék, például a vírus-timidinkináz gyógyszer specifikus célzására használható. Csak a vírusenzim által aktivált prodruggal bizonyos hTERT-expresszáló sejtek célozhatók. A hTERT-promoter használatával csak a hTERT-expresszáló sejtek érintettek, tumorspecifikus célzást lehetővé téve.
A rákterápiákon kívül a hTERT-gén használható a hajtüsző-növekedés elősegítésére. Ennek sematikus animációja:

A hTERT-expressziót megváltoztató génterápia

## Kölcsönhatások
A telomeráz-reverztranszkriptáz az alábbi fehérjékkel kölcsönhat:
- HSP90AA1,[47][48]
- Ku70,[49]
- Ku80,[49]
- MCRS1,[50]
- Nucleolin,[51]
- PINX1,[52]
- YWHAQ,[53]
- PAWR[54]

## Fordítás
Ez a szócikk részben vagy egészben  a   Telomerase reverse transcriptase című angol Wikipédia-szócikk ezen változatának fordításán alapul.  Az eredeti cikk szerkesztőit annak laptörténete sorolja fel. Ez a jelzés csupán a megfogalmazás eredetét és a szerzői jogokat jelzi, nem szolgál a cikkben szereplő információk forrásmegjelöléseként.